# María Tallado Alfonsa
María Tallado Alfonsa (Madrid, ca. 1610 - Viana, 5 de març de 1681), de nom religiós María de la Expectación, va ser una religiosa castellana.
Va néixer a Madrid. Va ser filla de Gil Tallado i de María Alfonsa. Des de la infància va tenir vocació religiosa i va voler entrar en un convent, però els seus pares li van impedir i la van casar en contra de la seva voluntat. Amb tot, va influenciar el seu marit amb les seves idees religioses i ambdós van fer un vot que si en deu anys no tenien descendència tots dos entrarien en un convent. Passats els deu anys, va morir el seu marit i ella va prendre l'hàbit de religiosa agustina recol·lecta al convent de Salamanca, després d'esdevenir vídua. Va ser una germana molt virtuosa i va sobresortir especialment en obediència. Bona coneixedora de la Bíblia, molt sovint les altres monges acudien a ella com a font de saviesa.
Eventualment va passar al convent de María de Viana (Navarra), amb la seva fundadora, Ana de San Nicolás. Allà va exercir el càrrec de sagristana, a més d'ocupar-se de tota mena de labors. Va morir amb 71 anys el 5 de març de 1681 a causa d'una nafra al pit, engrandida amb el temps.